# Catarhoe bahrama
Catarhoe bahrama är en fjärilsart som beskrevs av Edward P. Wiltshire 1952. Catarhoe bahrama ingår i släktet Catarhoe och familjen mätare. Inga underarter finns listade i Catalogue of Life.